# صفائیه
صَفائیه از شهرهای استان کرمان ایران است.
در سال ۱۳۸۸ خورشیدی روستای فردوسیه مرکز بخش فردوس شهرستان رفسنجان در استان کرمان به شهر تبدیل و به عنوان شهر صفائیه شناخته شد.
این شهر طبق سرشماری سال ۱۳۹۵ دارای ۷۵۸ خانوار با جمعیت ۲٫۴۷۸ نفر است.